# 札幌スーパーギャグメッセンジャーズのアタックヤング
札幌スーパーギャグメッセンジャーズのアタックヤング（さっぽろスーパーギャクメッセンジャーズのアタックヤング）はSTVラジオのラジオ番組アタックヤングの水曜日で、パーソナリティは札幌スーパーギャグメッセンジャーズ（黒岩孝康、佐々木拓大）が担当のラジオ番組。2006年4月5日に放送開始。2010年6月の聴取率調査で初めて首位になった（STV公式サイトより）。

## 放送時間
- 毎週木曜 0:00 - 0:50（水曜深夜）

## 終了時のコーナー

### ストロング・スタイル
- 札ギャグが提唱する「ストロング・スタイル」がどんなものかを考えるコーナー。
  - 2007年4月4日 -

### 言いたい言葉
- 人生で一度でもいいから言いたい言葉を送ってくるコーナー。
  - 2007年4月4日 -

### 絶対イヤ！
- リスナーが絶対イヤな事を送る。
  - 2006年8月9日 -

### ハンカチ王子‘ゆーたん’
- ハンカチ王子の好きな物、趣味、家族構成、目撃情報をリスナーが報告する。
  - 2006年9月6日 -

## 過去のコーナー
- ピン子2006（2006年4月12日 - ?）
- 見て分かるおバカ君 （2006年4月12日 - ?）